# ایی نائومونه
ایی نائومونه (به ژاپنی: 井伊 直宗 Ii Naomune)؛ – (زادروز نامشخص - مرگ ۱۵۴۲) یک سامورایی در دوره سنگوکو بود که به خاندان ایماگاوا خدمت می‌کرد. وی پسر ایی نائوهیرا و از اهالی ولایت توتومی بود.